# Réserve naturelle provinciale Minnitaki Kames
La réserve naturelle provinciale Minnitaki Kames (anglais : Minnitaki Kames Provincial Nature Reserve) est une réserve naturelle de l'Ontario situé dans le district de Kenora. Cette réserve a pour objectif de protéger plusieurs kames (formations fluvio-glaciaires) orientés est-ouest ainsi que des basses platières créée par le retrait du lac Agassiz.